# گرامرلی
گرامرلی (به انگلیسی: Grammarly) یک پلتفرم غلط‌یاب برای بهبود متن نگاشته شده به انگلیسی است که در سال ۲۰۰۹ توسط الکس شوچنکو (به انگلیسی: Alex Shevchenko) و ماکس لیتوین (به انگلیسی: Max Lytvyn) تأسیس شد. این سامانه می‌تواند بیش از ۲۵۰ مورد در دستور زبان انگلیسی را در متن وارد شده بررسی کند. گرامرلی از طریق ویرایشگر آنلاین متن و نیز افزونه رایگان برای مرورگرهای کروم، سافاری و فایرفاکس در دسترس کاربران قرار دارد.
به گفته تولیدکنندگان برنامه شما با استفاده از گرامرلی می‌توانید مشکلات نوشته خود را تا ۹۹٪ پیدا کرده و رفع کنید. دقت این نرم‌افزار اصلاح نوشته تا حدی است که حتی لحن نوشته شما را هم تشخیص داده به نوع نوشته شما به شما پیشنهاد می‌دهد و اشتباهات شما را اصلاح می‌کند. شما می‌توانید از این نرم‌افزار را از طریق وبسایت یا برنامه موبایل، نرم‌افزار ویندوز گرامرلی ویا افزونه‌های Office یا Chrome استفاده کنید.

#### دستگاه‌های پشتیبانی شده توسط گرامرلی
- ایمیل (Gmail, Outlook)
- پلتفرم‌های مدیریت پروژه و واژه‌پردازها (Google Docs, Microsoft Office, Slack)
- شبکه‌های اجتماعی (Facebook, Twitter, Medium, LinkedIn)
- وب سایت‌ها و نرم‌افزارهای مدیریت محتوا (WordPress)
- سیستم‌عامل‌های ویندوز و اندروید